# Arnold Shultz
Arnold Shultz (1886–1931) fue un fiddler y guitarrista afroamericano muy influyente en la música americana en el desarrollo del "thumb-style" o "Travis picking" como método para tocar la guitarra.

## Biografía
Shultz, hijo de un antiguo esclavo nació en una familia de músicos ambulantes en Ohio County, Kentucky en 1886. En 1900, Shultz comienza a tocar la guitarra con su tío y desarrolla un método jazz conocido como "thumb-style" y que más tarde utilizarían Chet Atkins y Merle Travis y por el cual serían conocidos. Profesionalmente, Shultz fue un obrero que trabajó en el carbón o como mano de obra. En la década de los 20 comenzó a tocar el fiddle en la banda de hillbilly y  Dixieland Forest "Boots" Faught. Tocó también con Charlie Monroe y dio a Bill Monroe su oportunidad para tocar en su primer concierto pagado, uniéndose a Shultz en una square dance con Shultz en el fiddle y Monroe en la guitarra.